# The Guild of Thieves
The Guild of Thieves ist ein Computerspiel aus dem Jahr 1987, das von der britischen Firma Magnetic Scrolls entwickelt und von Rainbird Software publiziert wurde. Es gehört zum Genre der Textadventures mit Grafiken und ist Nachfolger des Spiels The Pawn.

## Handlung
Die Handlung spielt in der Fantasy-Welt des Landes Kerovnia, in der die Kriminalität von der örtlichen Diebesgilde („Guild of Thieves“) kontrolliert und geregelt wird. Der Spieler hat die Aufgabe, Mitglied der Diebesgilde zu werden. Er muss zu diesem Zweck alle in einem großen Herrenhaus versteckten Wertsachen stehlen, um die Aufnahmeprüfung der Gilde zu bestehen, und hierfür verschiedene Rätsel lösen.

## Spielprinzip und Technik
Die Steuerung des Einzelspieler-Adventures erfolgt über Tastatur. Mittels eines Parsers werden englische Wörter und Sätze eingegeben, um z. B. Räume zu untersuchen oder von einem Handlungsort zum anderen zu gelangen. Der Spieleverpackung liegen einige für die Spiellösung nützliche Gegenstände bei.

## Produktionsnotizen
Das Spiel hat zweidimensionale, die Textbeschreibung der Handlungsorte ergänzende Grafiken. The Guild of Thieves wurde für Acorn Archimedes, Amiga, Apple II, Atari-8-Bit, Atari ST, C 64, DOS, Mac OS, Schneider CPC, ZX Spectrum und Amstrad PCW umgesetzt. Die Versionen für Apple II und Spectrum +3 enthalten keine Grafiken. Geschrieben wurde das Adventure von Robert Staggles. Programmierer war u. a. Kenneth Gordon (MS-DOS-Version) und die Grafiken stammten hauptsächlich von Tristan Humphries und Geoff Quilley.
Im Dezember 2017 wurde von der Strand Games-Initiative eine modernisierte und erweiterte Fassung des Spiels veröffentlicht.

## Rezeption
In den 1980er-Jahren hoben deutsche Spielerezensionen die erstklassigen, fotoähnlichen Grafiken, die logischen Rätsel und den guten Text-Parser hervor. Bewertet wurde das Adventure z. B. in der Happy Computer mit 90 von 100 Wertungspunkten. Eine amerikanische Spielrezension würdigte einerseits die Qualität der Grafiken und Rätsel („the puzzles are often delightful and the illustrations are absolutely eye-popping“), bemängelte andererseits aber die vergleichsweise geringe Spieltiefe und Handlungskomplexität ("for an adventure, it's unusually thin").
In einer Untersuchung zur Computerspielgeschichte und -theorie aus dem Jahr 2006 wurde differenziert: Neben den Grafiken seien der britische Humor der Texte und die guten Rätsel positiv zu werten; auf der anderen Seite sei das Spiel von der Handlung her aber nur wenig ambitioniert („The game is a thematically unambitious collect the treasures romp“).